# Памятник Александру Бутлерову
Па́мятник Алекса́ндру Бу́тлерову — памятник химику, создателю теории химического строения органических веществ Александру Бутлерову. Установлен перед зданием химического факультета Московского государственного университета. 

## История
Открытие монумента состоялось в 1953 году. Автором проекта являлся скульптор Заир Азгур. Под его руководством над реализацией задумки работала команда народных художников, состоящая из Андрея Бембеля, Алексея Глебова и Сергея Селиханова.
Монумент выполнен из чугуна и изображает учёгого, сидящего в застёгнутом пальто с непокрытой головой, его руки лежат на коленях. Статуя помещена на гранитный постамент, на котором находится памятная надпись: «Александр Михайлович Бутлеров 1828—1886».
Скульптура является частью ансамбля «Комплекс зданий Московского государственного университета имени Ломоносова». В 1987 году его взяли под охрану правительства с присвоением статуса объекта культурного наследия регионального значения.
В 2014—2015 годах Мосгорнаследие провело реставрацию памятника. Его очистили от пыли и грязи, отполировали и покрыли специальным защитным составом, а также заделали трещины. Подрядчиком выступила компания «Агей-7».